# Jazovka
Jazovka – lejek krasowy będący miejscem masowych egzekucji przeprowadzanych przez jugosłowiańskich partyzantów w latach 1943–1945, położony na terenach obecnej żupani zagrzebskiej.
Pierwszymi ofiarami przeprowadzanych tu egzekucji byli żołnierze faszystowskiego Niepodległego Państwa Chorwackiego schwytani przez siły partyzanckie po bitwie pod Krašić w styczniu 1943.
Lej został ponownie wykorzystany przez partyzantów w 1945 w celu pozbycia się ciał jeńców wojennych. Zrzucano do niego również rannych chorwackich żołnierzy, personel medyczny i katolickie zakonnice.
Po upadku komunizmu w Jugosławii, w 1990 dokonano ekshumacji zwłok, podczas której na głębokości około 40 metrów znaleziono resztki około 470 szkieletów.
Od tego czasu kościół katolicki w Chorwacji organizuje coroczną pielgrzymkę i drogę krzyżową do tego miejsca. Odbywa się ona 22 czerwca podczas chorwackiego Dnia Walki Antyfaszystowskiej. Święto to jest popularnym wydarzeniem wśród członków skrajnych grup prawicowych w Chorwacji.